# Ивюи
Ивюи́ (фр. Iwuy) — коммуна во Франции, регион О-де-Франс, департамент Нор, кантон Кодри. Расположена в 80 км от Лилля и 20 км от Валансьена, на правом берегу Шельды, в месте впадения в неё небольшой реки Эрклен. В 1 км к югу от центра коммуны находится железнодорожная станция Ивюи линии Бюзиньи-Сомен.
Население (2017) — 3 348 человек.

## Экономика
Структура занятости населения:
- сельское хозяйство — 0,0 %
- промышленность — 9,5 %
- строительство — 5,4 %
- торговля, транспорт и сфера услуг — 47,9 %
- государственные и муниципальные службы — 37,2 %

Уровень безработицы (2017) — 18,6 % (Франция в целом — 13,4 %, департамент Нор — 17,6 %). 

Среднегодовой доход на 1 человека, евро (2017) — 17 900 (Франция в целом — 21 110, департамент Нор — 19 490).

## Демография
Динамика численности населения, чел.

## Администрация
Пост мэра Ивюи с 2008 года занимает Даниэль Пото (Daniel Poteau). На муниципальных выборах 2020 года возглавляемый им список победил в 1-м туре, получив 64,99 % голосов.
| Период | Период | Фамилия      | Партия                  | Примечания |
| ------ | ------ | ------------ | ----------------------- | ---------- |
| 1977   | 1983   | Луи Каде     | Коммунистическая партия |            |
| 1983   | 1995   | Пьер Даньо   |                         |            |
| 1995   | 2008   | Жорж Грансар | Коммунистическая партия |            |
| 2008   |        | Даниэль Пото | Разные правые           |            |

## Галерея

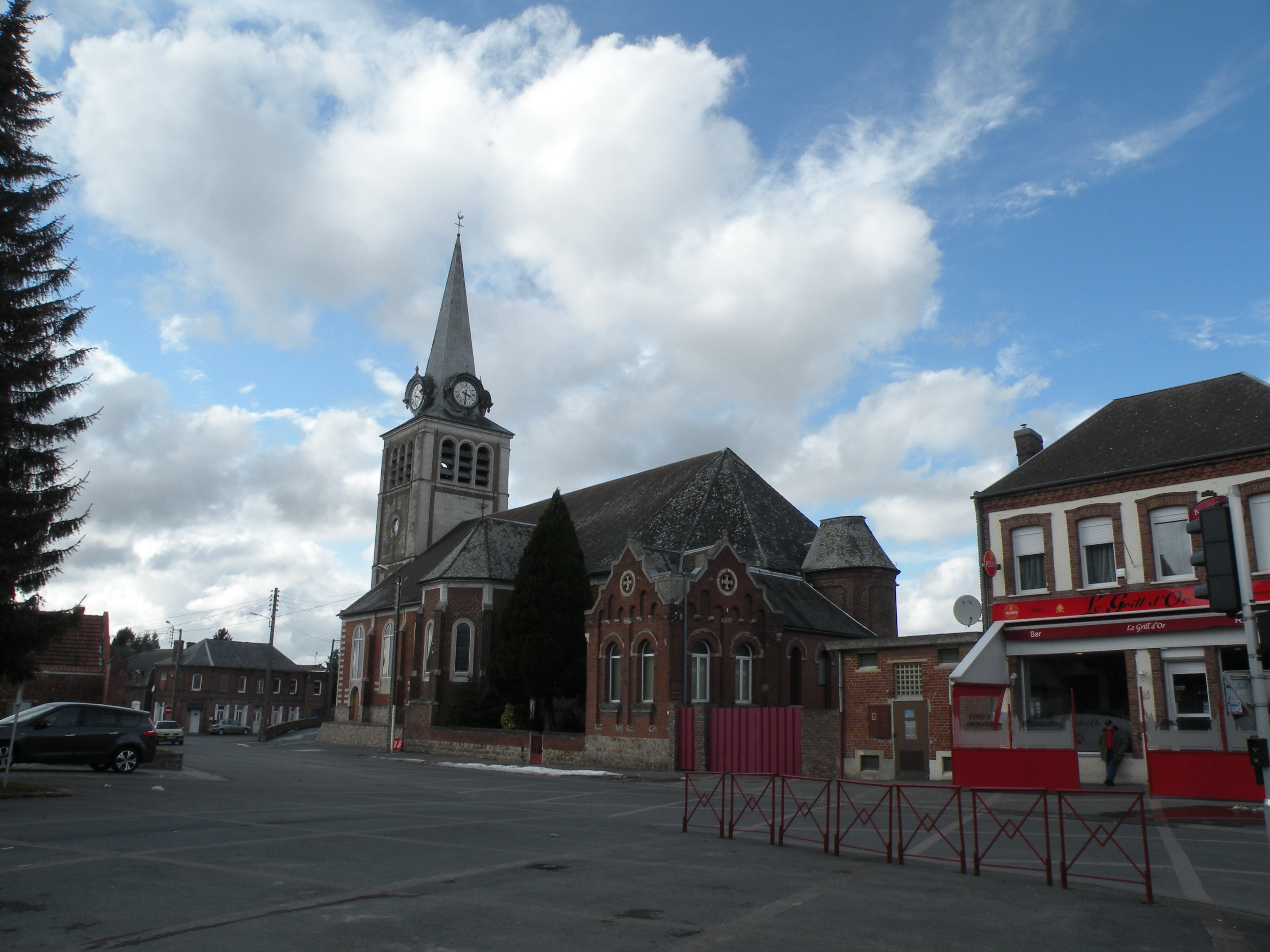
Церковь Святого Ведаста XVIII-XIX веков

1. 1 2  база данных о французских коммунах — Национальный географический институт Франции, 2015.